# Paraprenanthes
Paraprenanthes là một chi thực vật có hoa trong họ Cúc (Asteraceae).

## Loài
Chi Paraprenanthes gồm các loài: